# Хемме, Кристи
Кристи́на Ли «Кристи» Хе́мме (англ. Christina Lee "Christy" Hemme; род. 28 октября 1980, Поуэй, Калифорния) — американский ринг-анонсер и валет, бывшая модель, певица и рестлер. Она известна своей работой в WWE, где была победительницей конкурса Поиск Див, получив 250 000 долларов США и годичный контракт с компанией, а также работой в Total Nonstop Action Wrestling в качестве конферансье и рестлера.

## Детство
Хемме родилась 28 октября 1980 в городе Поуэй, Калифорния, США. Её детство прошло в другом калифорнийском городе — Темекьюла. В детстве она увлекалась гонками на мотоциклах. Также, Кристи любила смотреть реслинг по телевизору и по её признанию её любимым реслером был Гробовщик.
В старшей школе Хемме два года занималась чирлидингом. В 1998 году она окончила школу в возрасте 17 лет и поступила в Mt. San Jacinto College, где занималась танцами.

## Модельная карьера
После школы, желая заняться карьерой модели, Кристи переезжает в Лос-Анджелес, где вступает в танцевальный бурлеск-коллектив «The Purrfect Angelz». Её лицо появлялось на страницах таких журналов как Maxim, Playboy, Rolling Stone и Stuff. Хемме можно увидеть в музыкальных клипах Трейса Адкинса на песни «Chrome» и «Honky Tonk Badonkadonk», а также в клипах Blink-182 и Sonic. Она так же принимала участие в рекламных кампаниях AT&T и TrimSpa. Позднее, она была так же напечатана на одной из коллекционных карточек компании Bench Warmer под именем Кристи «Санни» Хемме (англ. Sunni).
В 2004 году Хемме принимала участие в Lingerie Bowl. В апреле 2005 её фото попало на обложку журнала Playboy. Прежде чем поучаствовать обнажённой в съёмках для журнала, она получила разрешение от отца, который прежде запретил Кристи позировать обнажённой. В 2006 Кристи играла в команде Chicago Bliss на позиции квотербека в лиге Lingerie Football.

## Реслинг

### World Wrestling Entertainment

#### Поиск див (2004)
Летом 2004 Хемме принимала участие в Diva Search, конкурсе, проводимом World Wrestling Entertainment (WWE) для привлечения новых див (англ. Diva). Пятнадцатого августа, в ходе соревнования на SummerSlam, Хемме и 5 других финалисток сражались с семью дивами WWE в игре в вышибалы. Кристи одержала победу над восемью дивами WWE и проиграла лишь одной финалистке — Джой Джованни. Хемме была объявлена победителем соревнования двадцатого сентября. В качестве награды ей был вручен однолетний контракт с WWE с зарплатой в $250 000.

#### Смена промоушенов (2004—2005)
В начале карьеры в WWE Хемме вошла в ростер Raw. Она начала вражду с Кармеллой Десезар, участницей Diva Search. Противостояние закончилось битвой подушками (англ. lingerie pillow fight) на Taboo Tuesday девятнадцатого октября, где Хемме одержала победу удержанием.
После завершения сюжета с Десезар, Хемме начала соперничество с Триш Стратус за титул чемпиона WWE среди женщин. Стратус, Молли Холли и Гейл Ким устроили Хемме инициацию, которая обернулась гандикапом в нижнем белье 3 на 1 (англ. 3-on-1 Bra and Panties Handicap match), из которого Хемме не смогла выйти победителем. Стратус нелестно отзывалась о появлении Хемме на обложке Playboy в апреле 2005. Она прервала представление обложки журнала на шоу и обрызгала её краской из болончика. За это Хемме дала Триш пощёчину, а Триш провела Кристи Chick Kick и напилала на ней краской «шлюха» (англ. Slut). Произошедшее обернулось матчем между Хемме и Стратус на WrestleMania 21, к которому Кристи готовила старый соперник Триш Стратус — Лита. Третьего апреля на WrestleMania 21 Хемме потерпела поражение от Триш Стратус в матче за титул чемпиона среди женщин.
В течение нескольких месяцев после WrestleMania, Хемме получила новое противостояние с Викторией, по её заявлениям, завидовала возможностям, которые руководство незаслуженно предоставляет Кристи Хемме. Противостояние Хемме и Викрории проходило на домашних шоу Raw, где Кристи одержала ряд побед. На эпизоде Raw за 6 июня, Хемме, выступая в команде с Рози и Ураганом потерпела поражение от Виктории и The Heart Throbs (Антонио и Ромео). Противостояние завершилось двадцать шестого июня 2005 года на шоу Vengeance, где Виктория одержала победу переведя «sunset flip» Кристи Хемме в удержание с использованием канатов. Когда противостояние с Викторией закончилось, Хемме некоторое время выступала с Юджин. Двадцать пятого августа Кристи и Стэйси Киблер были переведены на SmackDown! в обмен на Кэндис Мишель и Торри Уилсон.
На SmackDown за 30 сентября началось противостояние Хемме и Мелины, валетом MNM. После поражения в одиночном матче, Кристи объединилась с «Legion of Doom». На No Mercy девятого октября, Хемме и «Legion of Doom» одержали победу над MNM. На эпизоде SmackDown! за пятое ноября, Хемме одержала победу над Мелиной в матче в нижнем белье (англ. Bra and Panties match). Противостояние Кристи и Мелины продолжилось и в ноябре. Мелина одержала две победы в одиночных матчах на телешоу.

#### Ohio Valley Wrestling и увольнение из WWE (2005)
Тридцатого ноября Хемме дебютировала в Ohio Valley Wrestling (OVW), подготовительной площадке WWE. Выступая на одной стороне с Метт Каппотелли она противостояла Аарону Стивенсу, Бет Финикс и Шелли Мартинес. На OVW TV Tapings седьмое декабря, Хемме одержала победу над Аароном Стивенсом, Бет Финикс, and Шелли Мартинес в гандикапе «два на три», выступая в команде с Каппотелли. Пятого декабря 2005, после того как бюджет компании был сокращён, Кристи Хемме была освобождена от контракта с WWE так как команда сценаристов не видела развития сюжетов с Кристи.

### Total Nonstop Action Wrestling

#### Валет (2006—2008)
В апреле 2006 года Хемме подписала контракт с Total Nonstop Action Wrestling (TNA), её дебют состоялся 23 апреля на шоу Lockdown. В дополнение к своей роли ведущей на шоу Impact!, Кристи так же стала соведущей Джереми Бораша в интернет-шоу TNA Global Impact!. На шоу Hardcore War, Хемме судила матч между Трейси и Гейл Ким. В июле 2006 она принимала участие в специальном шоу Women of Action. В 2006 Кристи Хемме была признана «нокаутом года» (англ. Knockout of the Year).

### Independent circuit (2006—2009, 2011-настоящее время)
В ноябре 2006, Хемме принимала участие в шоу Queens of Chaos в Париже. Она провела два матча с Эйприл Хантер; Хемме одержала победу в первом матче, но проиграла второй. Позже она сражалась с британским реслером Минкс за право судить матч за чемпионский титул, победу в котором, однако, одержала Хантер. Двадцать первого июля 2007, Хемме одержала победу над Энн Брукстоун на событии Heavy on Wrestling в Сьюпириоре с Норой Гринвальд в качестве специального судьи. Она так же выступала в Women Superstars Uncensored под именем Кристи (англ. Kristy) Хемме.

## Личная жизнь
Хемме увлекается мотоциклами и является владелицей Harley-Davidson Dyna Low Rider.
Кристи не единственный ребёнок в семье: у неё есть брат, Дэвид, сестра, Дина Хемме, которая так же занята в модельном бизнесе.

## В реслинге
- Завершающие приёмы
  - FFG — Flying Firecrotch Guillotine (Split-legged diving leg drop) (TNA)[4]
  - Reverse Twist of Fate (Inverted facelock neckbreaker slam) — позаимствовано у Литы[4]
- Коронные приёмы
  - Inverted DDT[4]
  - Leaping clothesline[4]
  - Reverse DDT[4]
  - Snap DDT[4]
  - Split-legged sunset flip из угла, как контратака на надвигающегося оппонента[4]
  - Victory roll[4]
  - Running или Spinning facebuster
- Менеджеры
  - Лита[4]
  - Тара[4]
- Была менеджером
  - Башам и Демаджа
  - Юджин
  - Мэтт Каппотелли
  - Хардкор Холли
  - The Heartbreakers (Ромео и Антонио)
  - Ленс Хойт
  - Legion of Doom (Animal и Хайденрайк)
  - The Rock 'n Rave Infection (Ленс Рок и Джимми Рейв)
  - Serotonin (Хавок и Каз)
  - Тиана Рингер[11]
  - Трейси Брукс[11]
  - Тара
- Музыкальные темы
  - «Walk Idiot Walk» от The Hives (WWE)
  - «Pour Some Sugar on Me» от Def Leppard (OVW)
  - «Wasting Away» от Manic Drive (TNA)
  - «Society Box» исполнена Кристи Хемме[12]
  - «Infection» от Дейла Оливера (использовала когда выходила с The Rock 'n Rave Infection)[13]
  - «Red Heads Rock» от Дейла Оливера

## Достижения и титулы
- Pro Wrestling Illustrated
  - PWI ставит её под № 42 в списке 50 лучших женщин реслеров в 2008 году[14]
- Total Nonstop Action Wrestling
  - Knockout of the Year (2006)[15]
- World Wrestling Entertainment
  - Победитель WWE Diva Search (2004)[10]
  - Девушка с обложки журнала Playboy за апрель 2005